# Punta Cierva
Punta Cierva è un promontorio roccioso situato sulla Costa di Danco, nella Terra di Graham, in Antartide. Sita in particolare all'estremità nord-occidentale della penisola Sladun,  dove si estende nella baia di Hughes, costituendo il limite meridionale della cala di Cierva, punta Cierva ospita la base militare Primavera, ivi realizzata dall'esercito argentino nel 1977.

## Storia
Non si sa con precisione chi per primo abbia scoperto ed esplorato la baia di Hughes e le formazioni rocciose della sua costa, dato che la zona è stata esplorata sin dall'inizio del XIX secolo da navi di proprietà di aziende attive nel settore della baleneria, quale ad esempio la Samuel Enderby & Sons. È noto tuttavia che i membri della Spedizione Nordenskjöld-Larsen, condotta negli anni 1901-1904, scambiarono il promontorio di punta Cierva per parte di un'isola, mappandola come "Kap W. Spring".
Il 23 gennaio 1954, alcuni membri della marina argentina inaugurarono sul promontorio il rifugio Capitán Cobbett, che fu per molti anni utilizzato dalle spedizioni esplorative argentine nell'area. Il 3 marzo 1977, poi, cercando di rafforzare la propria presenza in Antartide, l'Argentina ampliò l'estensione del rifugio trasformandolo nell'odierna base Primavera, prendendo il nome dalla traduzione dell'inglese "spring", che in spagnolo significa proprio "primavera". Anche per questo, gli argentini chiamano questo promontorio "Punta Privamera", mentre il nome più largamente riconosciuto è quello con cui esso è stato battezzato nel 1980 dal Comitato consultivo dei nomi antartici, vale a dire "Punta Cierva", in associazione con la vicina cala di Cierva, così battezzata in onore del pioniere dell'aviazione Juan de la Cierva.

## Flora
Il promontorio ospita una ricca flora che include entrambe le specie di angiosperme presenti in Antartide, nonché 18 specie di muschi, circa 70 specie di licheni, due epatiche, e oltre 20 specie di funghi.
La comunità vegetale più significativa è rappresentata dalla associazione delle angiosperme Deschampsia antarctica e Colobanthus quitensis, entrambe presenti in abbondanza nei luoghi liberi da ghiacci del promontorio. I muschi dominano nelle zone più umide, sotto forma di estesi tappeti (Sanionia uncinata) o di zolle isolate (Polytrichum strictum e Chorisodontium aciphyllum). Nei luoghi rocciosi asciutti prevalgono invece i licheni dei generi Usnea e Xanthoria.
Nell'area è stato censito un ricco contingente di microalghe di acqua dolce. I raggruppamenti più rappresentati sono Cyanobacteria (22 specie) e Chlorophyta (28 specie).
Merita infine di essere ricordata l'introduzione accidentale di una specie alloctona, la graminacea Poa pratensis, arrivata a Punta Cierva nel 1954–1955, nel corso di un maldestro esperimento di trapianto nell'area di esemplari di Nothofagus antarctica e Nothofagus pupilo; la graminacea si è adatta alle nuove condizioni, sviluppando una popolazione che fortunatamente è rimasta circoscritta all'area. La colonia era ancora presente durante una ricognizione effettuata nel febbraio 2012, rendendola la colonia di piante vascolari alloctone sopravvissuta più a lungo nell'area antartica. La specie è stata oggetto nel 2014 di una impegnativa operazione di eradicazione, che ha comportato la rimozione di oltre 500 Kg di suolo e materiale vegetale. L'operazione si è conclusa con successo, e le ricognizioni effettuate negli anni successivi hanno confermato l'eradicazione della specie.

## Fauna
Nell'area di Punta Cierva nidificano almeno 12 specie di uccelli, tra cui spiccano colonie riproduttive di alcune migliaia di coppie di pigoscelide antartico  (Pygoscelis antarcticus) e di pinguino Papua (Pygoscelis papua), oltre 1000 coppie di uccello delle tempeste di Wilson (Oceanites oceanicus) e circa 500 coppie di stercorario di McCormick (Stercorarius maccormicki); altre specie presenti sono l'ossifraga del sud, il petrello delle nevi, la sterna antartica, il gabbiano del Kelp, il cormorano antartico, la procellaria del capo, il chione bianco.
L'area ospita una numerosa comunità di artropodi terrestri, a volte associati alle pozze di marea presenti nella parte costiera.

## Conservazione
Punta Cierva, le isole vicine come l'isola Midas, l'isola Sterneck e altre, nonché il mare che le divide fanno parte di un'area di circa 5 903 ettari che è stata designata Area Specialmente Protetta dell'Antartide (codice ASPA 134), in virtù del valore biologico delle sue acque e della sua insolita biodiversità. Il promontorio e le suddette isole ospitano infatti numerose specie di piante, uccelli e invertebrati, poiché la loro particolare topografia ha garantito un'abbondanza e una diversità di vegetazione che ha creato condizioni favorevoli alla formazione di numerosi microhabitat.
La stessa area è stata anche nominata Important Bird and Biodiversity Area in virtù della presenza di diverse specie nidificanti.